# Samsung Galaxy A13
Samsung Galaxy A13 та Samsung Galaxy A13 5G — бюджетні смартфони, розроблені Samsung Electronics, що входять до серії Galaxy A. Samsung Galaxy A13 5G був анонсований 2 грудня 2021 року, а Galaxy A13 — 4 березня 2022 року разом з Samsung Galaxy A23.

## Дизайн
Екран Galaxy A13 виконаний зі скла Corning Gorilla Glass 5, а в 5G-моделі — зі скла невідомого виробництва. Корпус 4G-моделі виконаний з глянцевого пластику, а 5G-моделі — матового.
За дизайном смартфон схожий на Samsung Galaxy A32.
Знизу знаходяться роз'єм USB-C, динамік, мікрофон та 3.5 мм аудіороз'єм. Зверху в Galaxy A13 5G розташований другий мікрофон. З лівого боку розташований залежно від версії Galaxy A13 слот під 1 SIM-картку і карту пам'яті формату microSD до 1 ТБ або під 2 SIM-картки і карту пам'яті формату microSD до 1 ТБ або та тільки під 1 SIM-картку і карту пам'яті формату microSD до 1 ТБ у Galaxy A13 5G. З правого боку розміщені кнопки регулювання гучності та кнопка блокування, в яку вбудований сканер відбитків пальців.
Samsung Glalaxy A13 продається в 4 кольорах: чорному, білому, блакитному та помаранчевому. В Україні смартфон продається у всіх наведених кольорах окрім помаранчевого.
Samsung Glalaxy A13 5G продається в чорному та зеленому кольорах. 

## Технічні характеристики

### Апаратне забезпечення

#### Платформа
4G-модель отримала процесор Exynos 850 та графічний процесор Mali-G52.
5G-модель отримала процесор MediaTek MT6833 Dimensity 700 з підтримкою 5G та графічний процесор Mali-G57 MC2.

#### Акумулятор
Акумуляторна батарея отримала об'єм 5000 мА·год та підтримку швидкої зарядки на 15 Вт.

#### Камера
Galaxy A13 отримав основну квадрокамеру 50 Мп, f/1.8 (ширококутний) з фазовим автофокусом + 5 Мп, f/2.2 (ультраширококутний) з кутом огляду 123° + 2 Мп, f/2.4 (макро) + 2 Мп, f/2.4 (сенсор глибини). Фронтальна камера отримала роздільність 8 Мп і діафрагму f/2.2 (ширококутний). Основна та фронтальна камери вміють записувати відео у роздільній здатності 1080p@30fps.
Galaxy A13 5G отримав основну потрійну камеру 50 Мп, f/1.8 (ширококутний) з фазовим автофокусом + 2 Мп, f/2.4 (макро) + 2 Мп, f/2.4 (сенсор глибини). Фронтальна камера отримала роздільність 5 Мп і діафрагму f/2.0 (ширококутний). Основна та фронтальна камери вміють записувати відео у роздільній здатності 1080p@30fps.

#### Екран
Екран в Galaxy A13 PLS TFT LCD, 6.6", FullHD+ (2400 × 1080) зі щільністю пікселів 400 ppi, співвідношенням сторін 20:9 та Infinity-V (краплеподібним) вирізом під фронтальну камеру.
Екран в Galaxy A13 PLS TFT LCD, 6.5", HD+ (1600 × 720) зі щільністю пікселів 270 ppi, співвідношенням сторін 20:9, частотою оновлення дисплею 90 Гц та Infinity-V (краплеподібним) вирізом під фронтальну камеру.

#### Пам'ять
Galaxy A13 продається в комплектаціях 3/32, 4/64, 4/128 та 6/128 ГБ. В Україні офіційно продаються всі версії окрім на 6/128 ГБ.
Galaxy A13 5G продається в комплектації 4/64 ГБ.

### Програмне забезпечення
Galaxy A13 був випущений на One UI 4.1 на базі Android 12, а Galaxy A13 5G — на One UI 3.1 на базі Android 11. Були оновлені до One UI 5.0 на базі Android 13.